# 沃爾西夫卡
50°41′38″N 29°14′48″E / 50.69389°N 29.24667°E
沃爾西夫卡（烏克蘭語：Ворсівка），是烏克蘭北部的村莊，隸屬日托米爾州的科羅斯滕區。該村始建於1649年，面積1.47平方公里，海拔高度149米，2001年該村落人口374。